# Vasco da Gama-broen
Vasco da Gama-broen (Portugisisk: Ponte Vasco da Gama) er en større skråstagsbro, som ligger i nærheden af Portugals hovedstad Lissabon. Broen er den længste vejbro i EU (17,2 km lang) og størstedelen af den går over Tajofloden. Bredden er på 30 meter. 
Broen blev åbnet 29. marts 1998 og kunne tages i brug til verdensudstillingen Expo '98, som blev holdt i Lissabon det år.
Den er konstrueret til at modstå et jordskælv, som er fire gange kraftigere end det som ramte Lissabon i 1755. Den blev konstrueret i forbindelse med 500-årsjubileet for Vasco da Gamas opdagelse af søvejen til Indien.

## Videre beskrivelser
Broen har i dag motorvej med seks kørebaner med en tilladt tophastighed på 120 km/t (undtagen en sektion som har tilladt topfart på 100 km/t). På dage med tåge og/eller regn sænkes fartgrænsen til 90 km/t. Antallet af kørebaner skal opgraderes til otte, når trafikken øges til 54.000 passeringer per dag.
Der var for det meste 3.300 personer, som arbejdede med broprojektet, og det tog 18 måneders planlægning og yderligere 18 måneders bygning før den stod færdig. Det var hovedsageligt portugisiske selskaber, som stod for projektet, men også britiske og franske selskaber bidrog.
Broen er forventet at holde i 120 år og er bygget til at kunne modstå vindhastigheder på op til 250 km/t.